# Helm von Deurne
Der römische Helm von Deurne, auch Helm von Helenaveen oder Peelhelm genannt, wurde 1910 beim Torfschneiden im Moorgebiet De Peel bei Deurne im Süden der Niederlande gefunden. Es ist einer der wichtigsten archäologischen Funde aus dieser Region. Mit dem Helm fanden sich 37 Münzen des Kaisers Konstantin, ein Sporn, eine Fibel, drei Schuhe von verschiedenen Paaren, eine Schwertscheide, Lederreste, ein Geldbeutel sowie einige kleinere Objekte. Der Helm befindet sich heute im Rijksmuseum van Oudheden. Die Funde wurden in der älteren Forschung dahin interpretiert, dass im Moor ein römischer Offizier verunglückte und vor Ort starb. Neue Untersuchungen sehen die Funde als Teil einer antiken religiösen Deponierung.
Der Helm ist ein spätrömischer Kammhelm, der ursprünglich aus Eisen mit einer vergoldeten Silberblechverkleidung bestand. Als der Helm aufgefunden wurde, war das Eisen vollkommen vergangen. Der nicht mehr vorhandene Eisenkern bestand aus zwei Schalen mit einer Lederfütterung. Die Schalen wurden durch einen Scheitelkamm und ein Stirnband zusammengehalten. Das Stirnband hat auch einen Nasenschutz. Zwei Wangenklappen und ein Nackenschutz waren am Stirnband mit Lederschnüren befestigt. Auf dem Helm waren vergoldete Zierbleche angebracht.
Auf dem Nackenstück des Helmes steht der Name M. TITVS LVNAMIS, daneben die Gewichtsangabe LIBR I-L (1 Pfund und 1 1⁄2 Unzen = 368,382 g.). Auf der rechten Seite des Stirnbandes findet sich die Inschrift STABLESIA VI. Nach dieser Inschrift gehörte der Besitzer des Helmes, ein Offizier, zur Vexillatio comitatentis stablesiana VI, einer Gardereitertruppe, die auch noch in der Notitia Dignitatum genannt wird. Der Name stammt entweder von einem Schmied, der das Silber auf den Helm aufbrachte, oder von einem „Verificator“, der die Silbermenge kontrollierte.
Der Helm mit Nackenschutz und Wangenklappen ist ein typischer Reiterhelm sassanidischen Ursprungs. Solche Helme sind im Römischen Reich seit etwa 312 n. Chr. bezeugt, wobei Exemplare mit Silberblechüberzug offensichtlich höheren Militärangehörigen vorbehalten waren.
Die Münzen waren relativ frisch geprägt. Sie datieren von 311 bis 319. Das lässt daher darauf schließen, dass die Deponierung um 319/320 stattfand. In der älteren Literatur wurde davon ausgegangen, dass ein römischer Offizier mit einem Pferd ins Moor fiel. Die Schuhe deuteten darauf hin, dass mindestens zwei Personen ihn zu retten versuchten und dabei ihre Schuhe verloren. Die Leichen des Offiziers und des Pferdes sind vollkommen im Moor vergangen. Eine neue Analyse der Funde kommt dagegen zu dem Schluss, dass der Helm und die anderen Objekte rituell deponiert wurden.